# (323552) Trudybell
(323552) Trudybell est un astéroïde de la ceinture principale.

## Description
(323552) Trudybell est un astéroïde de la ceinture principale. Il fut découvert le 2 octobre 2004 à Wrightwood par James Whitney Young. Il présente une orbite caractérisée par un demi-grand axe de 3,09 UA, une excentricité de 0,07 et une inclinaison de 16,0° par rapport à l'écliptique.